# Hjalmar Wessberg

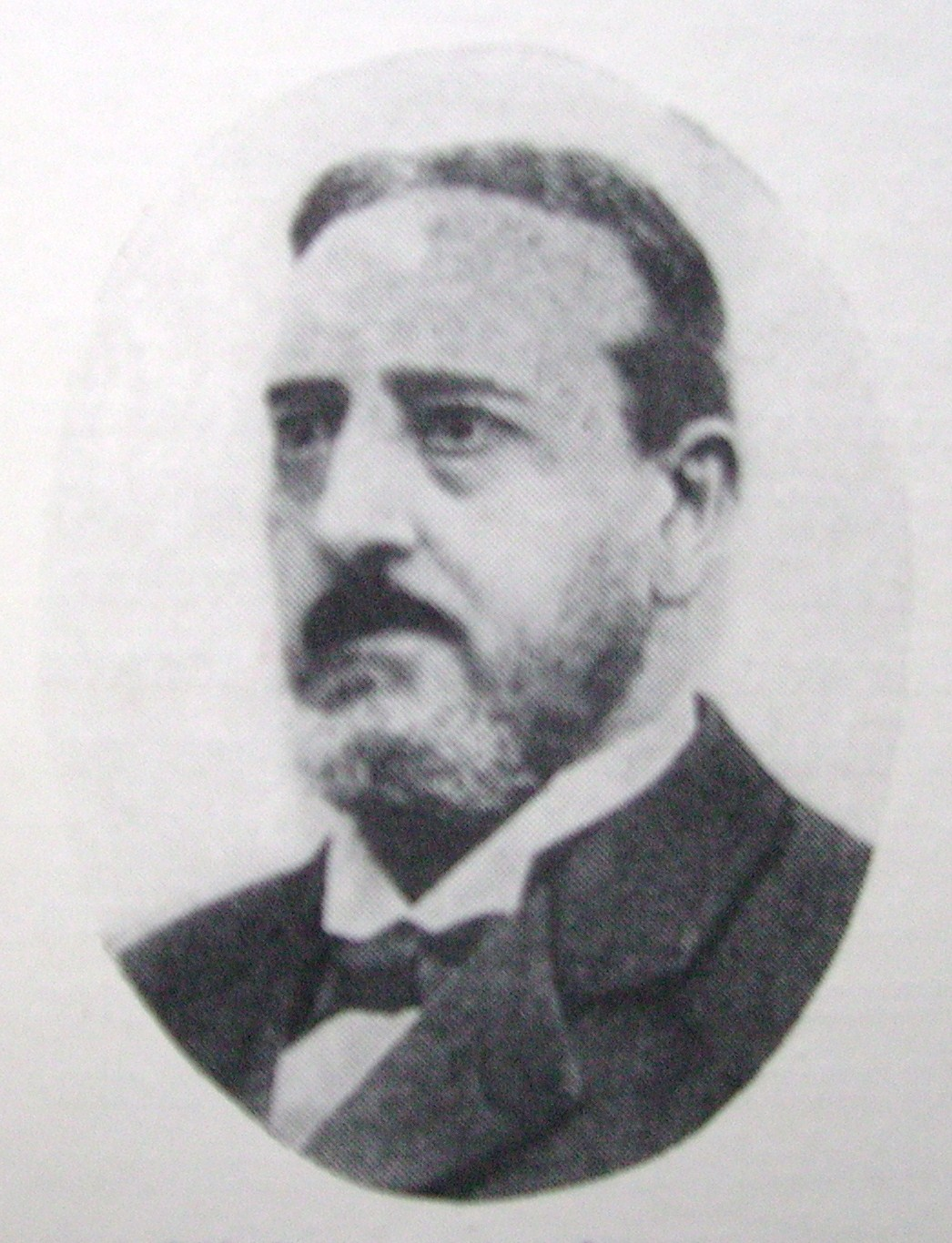
Hjalmar Wessberg

Anton Hjalmar Wessberg, född 23 juni 1845 i Norrköping, död 14 april 1904 i Malmö, var en svensk ingenjör och industriman.
Wessberg genomgick tekniska elementarskolan i födelsestaden, arbetade där som plåtslagare vid Motala varv, antogs 1868 till plåtslagarelev vid Motala verkstad, blev 1871 verkmästare där för järnfartygs-, ångpanne- och brobyggnadsverkstaden samt för den så kallade lilla smedjan samt, efter en studieresa 1871 till USA, 1877 föreståndare för Motala varv i Norrköping. De där för firman Nobels räkning byggda petroleumångarna kunde till följd av de små slussarna i Volgakanalen icke färdigbyggas här, utan måste i delar transporteras genom slussarna för att sedan hopsättas på lämplig plats nedanför dessa. Wessberg utförde skickligt ett sådant hopsättningsarbete med ett par ångare och förlängde en dylik, ett vanskligt arbete med ovant folk och i främmande land. År 1883 övertog han befattningen som verkställande direktör för Kockums mekaniska verkstads AB:s varv och verkstäder i Malmö.
Wessberg var mera arbetsledare och organisatör än konstruktör. Han bidrog kraftigt till att skapa Sveriges verkstadsförening och Svenska Arbetsgivareföreningen. Han var ledamot av 1889 års kommitté angående förliknings- och skiljenämnder, av Malmö stadsfullmäktige (1887–1904) och hamndirektion samt (sedan 1897) ordförande i styrelsen för tekniska elementarskolan. Han var ledamot av styrelsen för Malmö Spårvägs AB 1887–1890.
Han ingick 1880 äktenskap med Ellen D:son Aschan (1859–1921). Makarna är gravsatta på Matteus begravningsplats i Norrköping.